# Municipio de Cass (condado de Texas)
El municipio de Cass (en inglés: Cass Township) es un municipio ubicado en el condado de Texas en el estado estadounidense de Misuri. En el año 2010 tenía una población de 1268 habitantes y una densidad poblacional de 5,47 personas por km².

## Geografía
El municipio de Cass se encuentra ubicado en las coordenadas 37°11′47″N 91°58′46″O / 37.19639, -91.97944. Según la Oficina del Censo de los Estados Unidos, el municipio tiene una superficie total de 231.73 km², de la cual 231.54 km² corresponden a tierra firme y (0.08%) 0.19 km² es agua.

## Demografía
Según el censo de 2010, había 1268 personas residiendo en el municipio de Cass. La densidad de población era de 5,47 hab./km². De los 1268 habitantes, el municipio de Cass estaba compuesto por el 96.53% blancos, el 0.71% eran afroamericanos, el 1.26% eran amerindios, el 0.08% eran asiáticos, el 0.08% eran isleños del Pacífico, el 0.08% eran de otras razas y el 1.26% pertenecían a dos o más razas. Del total de la población el 0.79% eran hispanos o latinos de cualquier raza.